# 拟垂序木蓝
拟垂序木蓝（学名：Indigofera penduloides），为豆科木蓝属下的一个种。

## 扩展阅读
維基物種上的相關：拟垂序木蓝